# Santos FC (Africa de Sud)
Santos Football Club sau simplu Santos, cunoscut și ca Engen Santos din motive de sponsorizare, este un club de fotbal din suburbia Lansdowne a orașului Cape Town, Africa de Sud.

## Palmares
- PSL Champions: 2001/02
- ABSA Cup Winners: 2003
- FPL League Champions: 1983, 84, 86, 87, 88, 90
- FPL Cup Winners: 1985, 88, 90
- Challenge Cup Winners: 1988
- Bob Save Super Bowl Winners: 2001
- BP Top 8 Winners: 2002

## Jucători notabili
- Mogogi Gabonamong
- Musa Otieno
- Jean-Sebastien Bax
- Jean-Marc Ithier
- Ricardo Mannetti
- Andre Arendse
- Danleigh Borman
- Edries Burton
- Duncan Crowie
- Erwin Isaacs
- Thando Mngomeni
- Gerald Stober

## Antrenori notabili
- David Bright (2008–09)
- Roald Poulsen (2004)
- Jean-Marc Ithier (2007–08)
- Mart Nooij (2012)
- Clive Barker (2000–01, 2005)
- Gordon Igesund (2001–02)
- Roger De Sa (2005–07)
- Boebie Solomons (2003–04, 2009–11)
- Muhsin Ertugral (2003)